# Clyde Edward Pangborn
Clyde Edward Pangborn (né le 28 octobre 1895, mort le 29 mars 1958) est un aviateur américain.
Avec son copilote Hugh Herndon, il a réalisé en 1931 la première traversée de l'Océan Pacifique sans escale.

## Biographie
Clyde Edward Pangborn est né à Bridgeport dans l'état de Washington. Sa date de naissance exacte est incertaine, il indique lui-même différentes dates, entre 1893 et 1896 sur différents documents. Ses parents divorcent quand il a deux ans, et il va en Idaho avec sa mère. Diplômé en 1914, il étudie l'ingénierie civile à l'Université de l'Idaho. Par la suite il travaille brièvement comme ingénieur dans une compagnie minière, avant de rejoindre l'Air Service durant la Première Guerre mondiale. Il est nommé instructeur à Houston au Texas.

## Traversée du Pacifique
Après avoir échoué dans une tentative de tour du monde, il décolle avec son copilote Hugh Herndon le 28 juillet 1931 de New York dans leur avion Bellanca J-300 baptisé Miss Veedol, mais les mauvaises conditions météorologiques les forcent à abandonner alors qu'ils survolent la Sibérie. Ils se rendent alors au Japon pour préparer un vol trans-pacifique, mais pour avoir filmé sans autorisation des installations navales japonaises, ils sont mis en prison. Ils sont libérés sous caution, mais n'ont droit qu'à une seule tentative pour décoller du Japon, sinon ils risquent de voir leur avion confisqué. Surchargés de carburant, le 4 octobre 1931, ils décollent de Misawa en abandonnant leur train d'atterrissage pour limiter la trainée. Leur destination est Seattle à 8 500 km. Trois heures après le début du vol, Pangborn doit monter sur les ailes pour effectuer une réparation. Plus tard, le moteur s'arrête et Pangborn doit le redémarrer alors qu'il n'est plus qu'à 1 400 pieds au-dessus de l'océan. Ils arrivent à Vancouver en Colombie Britannique, mais à cause du brouillard ils renoncent à y atterrir, et se posent finalement à Wenatchee dans l'état de Washington, le 5 octobre 1931, après un vol de 41 heures et 13 minutes. Ils remportent le trophée Harmon qui symbolise la plus grande performance de l'année dans l'aviation. Un mémorial est dressé à proximité du site d'atterrissage.